# شد (اورگن)
شد (به انگلیسی: Shedd) یک منطقهٔ مسکونی در ایالات متحده آمریکا است که در Linn County واقع شده‌است.